# HEAVEN ONLY KNOWS 〜Get the Power〜
「HEAVEN ONLY KNOWS 〜Get the Power〜」（ヘヴン・オンリー・ノウズ　ゲット・ザ・パワー）は、2013年11月5日にエピックレコードからリリースされたT.M.Revolutionの3曲目の配信限定シングル。

## 概要
- 海外ドラマ「レボリューション」ファーストシーズン日本版イメージソングに使用された。
- 2015年5月13日発売10枚目のアルバム『天』にも収録された。

## 収録曲
1. HEAVEN ONLY KNOWS 〜Get the Power〜
  - 作詞：井上秋緒　作曲・編曲：浅倉大介
  - 出版社：ソニー・ミュージックパブリッシング